# Stanisław Jędrusik
Stanisław Jędrusik (ur. 9 listopada 1899 w Maczkach, obecnie dzielnica Sosnowca, zm. 14 października 1987 w Poznaniu) – polski duchowny katolicki, jezuita, autor prac z zakresu filozofii społecznej.

## Życiorys
Był synem Andrzeja i Józefy z Wojciechowskich. Odbył studia techniczne, zdobywając dyplom inżyniera mechanika. W wieku 37 lat wstąpił do zakonu jezuitów (14 października 1936), dwuletni nowicjat odbył w Pińsku, studia filozoficzne podjął na jezuickim Wydziale Filozoficznym w Krakowie; rozpoczęte w 1938 studia kontynuował w warunkach wojennych w Warszawie, mieszkając w warszawskim Domu Pisarzy. Święcenia kapłańskie przyjął 8 września 1942 w Warszawie.
Po wojnie przez dwa lata był superiorem i organizatorem domu zakonnego w Toruniu. W 1947 wyjechał na rok do Francji, gdzie uzupełniał wykształcenie: w Vanves studiował zagadnienia społeczne, w Chateau odbył studia z prawa zakonnego i duchowości ignacjańskiej (tzw. trzecią probację). W latach 1948–1961 związany był ponownie z Domem Pisarzy w Warszawie. Publikował w tym czasie artykuły w „Przeglądzie Powszechnym”, część z nich dotyczyła zagadnień filozofii społecznej (m.in. Elementy wartości pracy, 1950, tom 230; Moralne kryterium uspołecznienia, 1950, tom 230), część tematyki filozofii wiary (Dar Chrystusowy, 1950, tom 229; Ryzyko wiary, 1950, tom 229).
Od 1960 pełnił funkcję socjusza (zastępcy i sekretarza) wizytatora polskich prowincji zakonu jezuitów Walentego Prokulskiego. Po zakończeniu pracy na tym stanowisku pełnił posługę duszpasterską w Gdańsku, Bydgoszczy i Poznaniu.